# Ложный вакуум

Скалярное поле φ в состоянии ложного вакуума. Энергия E выше, чем в состоянии истинного вакуума (основное состояние), но потенциальный барьер препятствует переходу поля. Таким образом, переход возможен лишь при высокой энергии поля или путём квантовомеханического туннелирования

Ло́жный ва́куум (метастабильный вакуум) — состояние в квантовой теории поля, которое не является состоянием с глобально минимальной энергией, а соответствует её локальному минимуму. Такое состояние стабильно в течение определённого времени (метастабильно), но может «туннелировать» в состояние истинного вакуума.
В одной из гипотез «раздувающейся Вселенной» из ложного вакуума вскоре после появления Вселенной могла образоваться не одна, а множество метагалактик (в том числе и наша), в таком случае Большой взрыв — переход обычного вакуума в ложный.
Оценка времени жизни метастабильного вакуума в Стандартной модели для наблюдаемой Вселенной лежит в диапазоне от 1058 до 10241 лет ввиду неопределённостей в параметрах частиц, главным образом в массах топ-кварка и бозона Хиггса
По теории, между зонами истинного и ложного вакуума должна быть промежуточная зона, в которой ложный вакуум становится истинным.
Есть гипотеза, что мы живём в ложном, а не истинном вакууме.
Стивен Хокинг утверждал, что эксперименты с бозоном Хиггса могут привести к переходу Вселенной из ложного вакуума в истинный.
22 января 2024 года группа учёных опубликовала результаты эксперимента по моделированию поведения системы в состоянии конденсата Бозе—Эйнштейна, которые были оценены как прогресс в изучении распада ложного вакуума.

### Распад
Согласно современной теории распад ложного вакуума сопровождается выделением колоссальной энергии. При благоприятных условиях пузырь истинного вакуума может расширяться со скоростью света, что гипотетически означает незаметное уничтожение вселенной в известной форме. Переход может быть спровоцирован как чрезмерно высокой энергией, так и спонтанным туннелированием.